# باشگاه فوتبال دوستلیک
باشگاه فوتبال دوستلیک (ازبکی: Do'stlik) یک باشگاه فوتبال ازبکستانی است که در ینگی‌بازار در مزرعه اشتراکی دوستلیک، حدود ۲۰ کیلومتری تاشکند، ولایت تاشکند، مستقر است. این باشگاه دو بار قهرمان ازبکستان شده است؛ در سال‌های ۱۹۹۹ و ۲۰۰۰.